# Butia del Real Jardín Botánico en Madrid

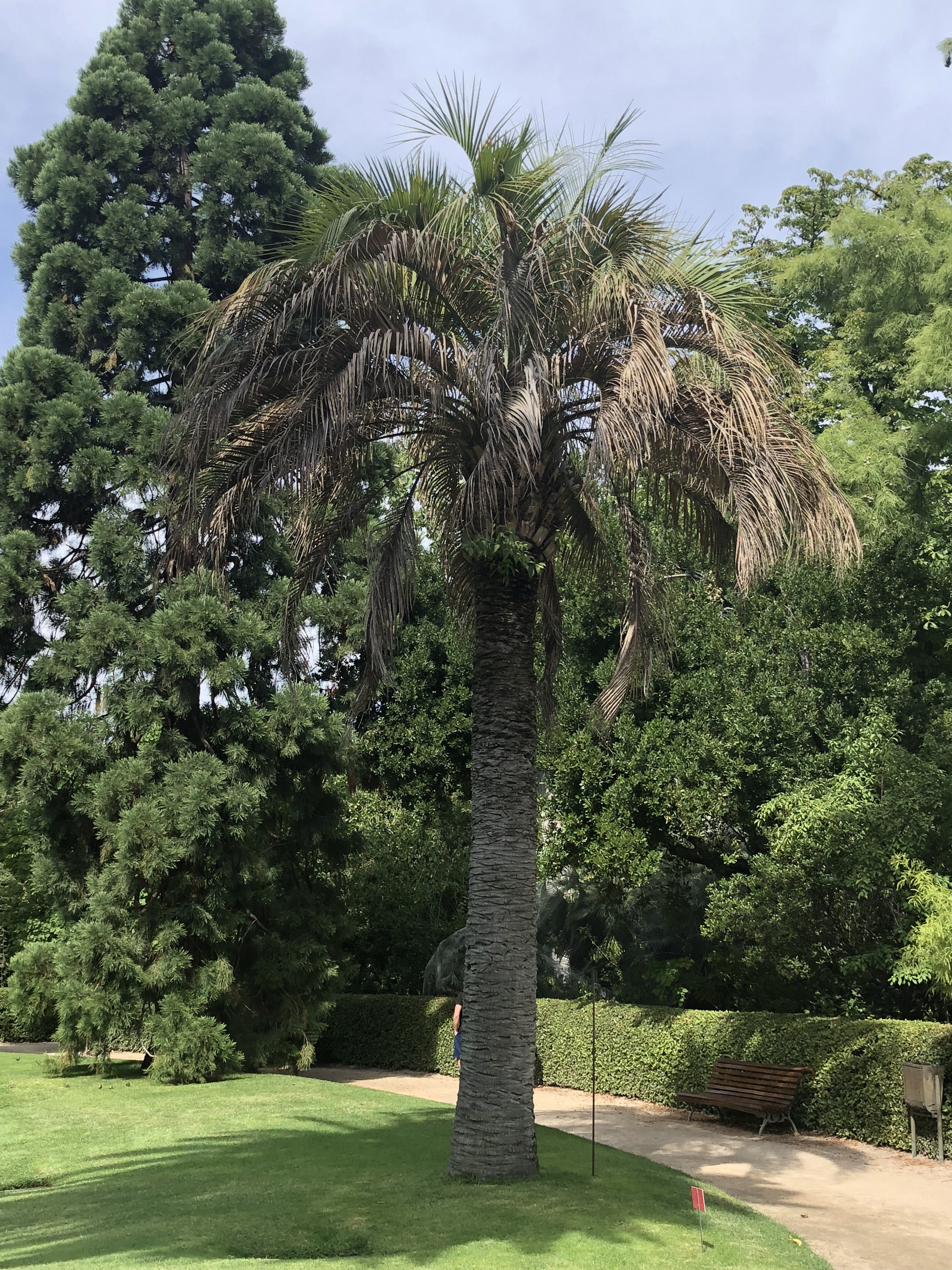
La butia en el Real Jardín Botánico en Madrid.

La butia del Real Jardín Botánico en Madrid es un árbol que se ubica en el Jardín Botánico de Madrid. Está incluido en el catálogo de Árboles Singulares de la Comunidad de Madrid y forma parte del Paisaje de la Luz, un paisaje cultural que fue declarado Patrimonio de la Humanidad el 25 de julio de 2021.

## Descripción
Se trata de una butia capitata, de la familia de las palmeras (Arecaceae), incluida en el catálogo de Árboles Singulares de la Comunidad de Madrid. Es una palmera de tronco robusto y recto marrón oscuro. Su copa está formada por hojas pinnadas, de dos metros o más de longitud, con el peciolo espinoso y coloreadas de verde azulado. Alcanza los ocho metros de altura. Se encuentra en el Real Jardín Botánico de Madrid. Tiene un diámetro de copa de seis metros. El perímetro del tronco es de 1,85 centímetros.